# USS LST-172
O USS LST-172 foi um navio de guerra norte-americano da classe LST que operou durante a Segunda Guerra Mundial.